# Nieul-sur-l'Autise
Nieul-sur-l'Autise foi uma comuna francesa na região administrativa da Pays de la Loire, no departamento de Vendéia. Estendia-se por uma área de 22,63 km². Em 2010 a comuna tinha 2 155 habitantes (densidade: 95,2 hab./km²).
Em 1 de janeiro de 2019, passou a formar parte da nova comuna de Rives-d'Autise.